# 앤드루 어빈

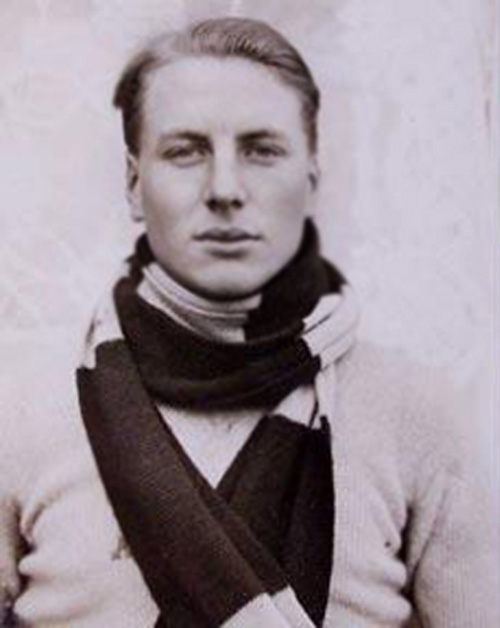
앤드루 어빈

앤드루 코민 "샌디" 어빈(영어: Andrew Comyn "Sandy" Irvine, 1902년 4월 28일 ~ 1924년 6월 8일?)은 영국의 산악인이며, 1924년 제3차 영국 에베레스트 원정대에 참여하였다 실종되었다.
학창 시절 열렬한 스포츠맨이었으며, 특히 조정에서 뛰어난 능력을 선보여 옥스퍼드 대학교 재학 시절인 1923년 케임브리지 대학교를 누르고 보트 레이스에서 우승하는데 공헌하였다. 이후 1924년 제3차 영국 에베레스트 원정대에 참여해 파트너 조지 맬러리와 함께 에베레스트 첫 등정을 목표로 북벽에 도전했으나, 정상을 수백미터 남긴 채 북동쪽 산등성이 부근에서 목격된 것을 마지막으로 실종되었다.
어빈과 맬러리가 세계 최초로 에베레스트 산 등정을 완수했는지 여부에 대해서는 아직도 논란이 일고 있으며, 공식적으로는 에드먼드 힐러리와 텐징 노르가이가 최초의 등반자로 기록되었다.
2024년 10월 12일  앤드루 어빈의 것으로 보이는 한쪽 발 유해가 에베레스트 중부 롱북 빙하에서 발견되었다.

## 같이 보기
- 에베레스트산에서 죽은 사람의 목록